# Schatz von Hoen

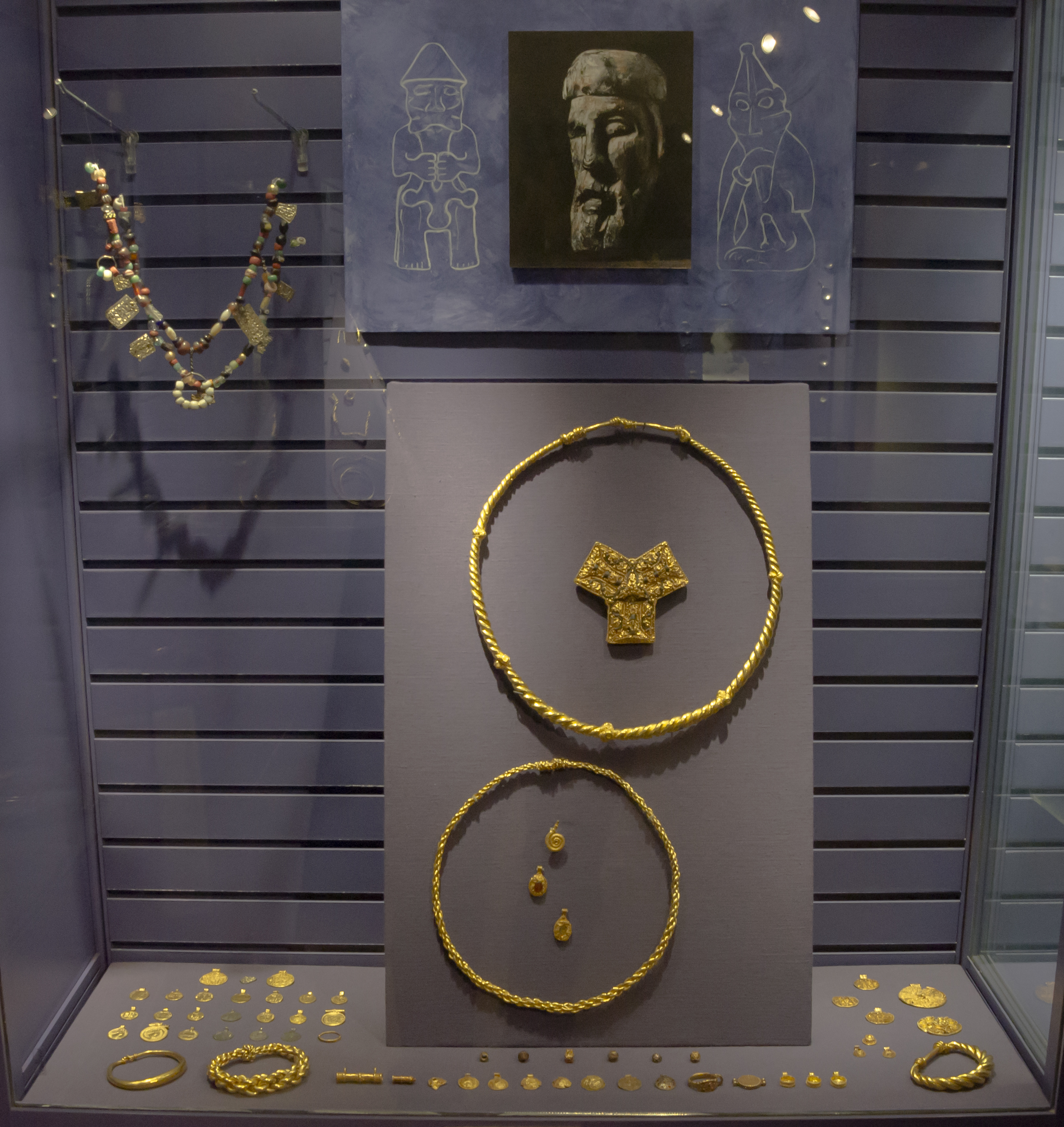
Schatz von Hoen

Der Schatz von Hoen (norwegisch Hoenskatten oder Hoenfunnet) wurde im Jahre 1834 auf dem Hof Hoen in Øvre Eiker, nordwestlich des Zentrums von Hokksund gefunden. Es handelt sich dabei um den größten in Norwegen gefundenen Goldschatz aus der Wikingerzeit (850–1050 n. Chr.). Heute befindet sich der zirka 2,5 Kilogramm schwere Fund im Kulturhistorisk Museum in Oslo.

## Der Schatz

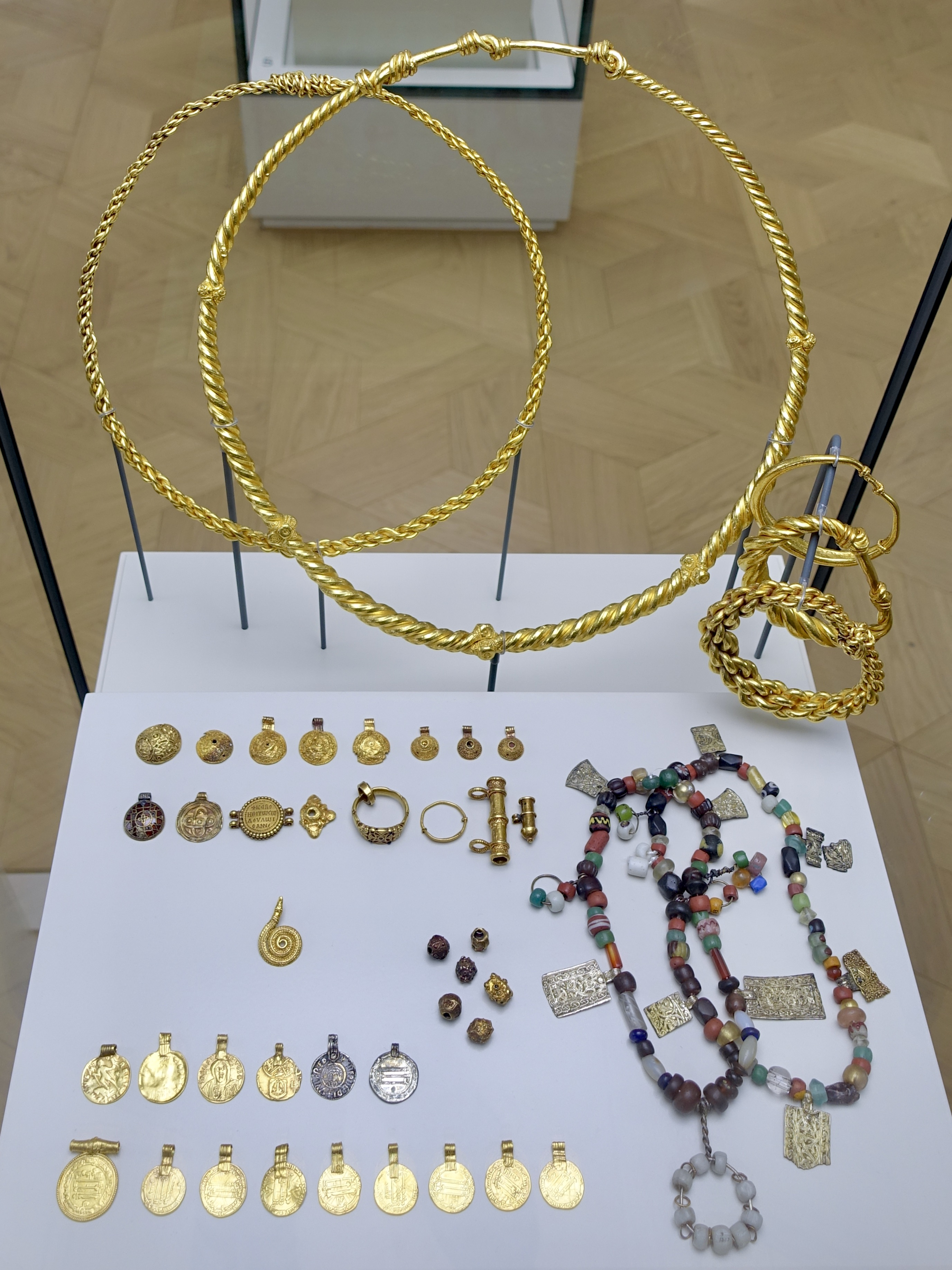
Teile des Schatzes in der Ausstellung des Kulturhistorischen Museums in Oslo

Der Hort besteht aus 50 Schmuckstücken, 20 Münzen, sowie rund 200 Perlen aus Glas und Halbedelsteinen und hat ein Gewicht von ca. 2,5 Kilogramm, wovon der größte Halsring alleine fast 1 Kilogramm wiegt. Die Herkunft der Gegenstände zeugt vom Wohlstand und den internationalen Verbindungen der Gegend in der Wikingerzeit. So finden sich unter den Schmuckstücken eine fränkische Fibel, ein angelsächsischer Ring und zwei kleinere Medaillons aus Byzanz, während es sich bei den Münzen sowohl um antike römische und byzantinische als auch jüngere arabische und fränkische Münzen handelt. Die kleineren Schmuckstücke und Münzen sind zum Anhängern umgearbeitet und bildeten zusammen mit den Perlen eine große Halskette.
Während frühere Untersuchungen davon ausgingen, dass es sich bei den Schmuckstücken um Raubgut handelte, haben diverse Untersuchungen bewiesen, dass zumindest Teile des Schmucks sowie die Perlen in Skandinavien und möglicherweise in der Nähe des Fundortes produziert wurden.
Anhand der Schmuckstücke und Datierung der Münzen wird angenommen, dass der Schatz zwischen 875 und 890 vergraben wurde.

## Kontext
Vielleicht stammt Schatz von Bødmod Torbjørnsson von Skot, der isländischen Quellen zufolge ein großer Wikingerhäuptling gewesen sein soll. Er könnte Teil des Lösegeldes gewesen sein, das die Franken im Jahre 858, nach einem Angriff der Wikinger auf das Kloster von Saint-Denis in der Nähe von Paris, bezahlten. Als Ludwig, ein Rorgonide und Sohn der Rotrud, Tochter Karls des Großen Erzkanzler Karls des Kahlen und seit 844 Abt von Saint-Denis und sein Halbbruder Gauzlin in Gefangenschaft gerieten, brachte Karl der Kahle (823–877) das enorme Lösegeld auf, das für sie gefordert wurde.
In der Wikingerzeit und vor der Landhebung, lag der Meeresspiegel vier bis fünf Meter höher als heute. Der Drammensfjorden reichte über Hokksund hinaus und Wikingerschiffe konnten bis nach Vestfossen segeln.

## Sonstiges
Auf dem Hof Hoen Gård wurde der Dichter Jonas Lie (1833–1908) geboren, der mit seinen Eltern im Alter von vier Jahren nach Tromsø zog, wo sein Vater als Richter tätig war.